# По той бік від гри
«По той бік від гри» (англ. Beyond the Game) — нідерландський документальний фільм 2008 року, присвячений світу кіберспорту. У стрічці розповідається про чемпіона світу з гри Warcraft III: The Frozen Throne — китайця Лі Сяо Фена («Sky»), нідерландця Мануеля Шенхаузена («Grubby») і шведа Фредріка Йоханссона («MaDFroG»). Фільм знятий відомим нідерландським режисером Джосом де Путтером. Події картини розгортаються в Китаї, Франції, Нідерландах, США та Швеції, тому у фільмі звучить сім різних мов.
«По той бік від гри» — це також гасло World Cyber Games, чемпіонату світу з кіберспорту, який опиняється в центрі уваги картини. Головні герої борються за титул чемпіона у великому фіналі World Cyber Games 2007, що проходить у Сіетлі (Вашингтон, США).
Прем'єра фільму відбулася на Міжнародному фестивалі документального кіно в Амстердамі. Після цього стрічку показали в Театрі Тушинського, а згодом і в інших кінотеатрах Нідерландів..

## Історичний контекст
У 2002 році виходить комп'ютерна гра Warcraft III: Reign of Chaos, яка швидко стає популярною. Було продано мільйони копій, а вже у 2003 році з'явилося її продовження — Warcraft III: The Frozen Throne.
17-річний шведський підліток Фредрік Йоханссон цілком присвячує себе кіберспорту та у 2003 році здобуває друге місце на турнірі Electronic Sports World Cup. Це дозволяє йому стати одним із найсильніших гравців поза межами Азії. Успіх приносить йому контракт професійного гравця та запрошення до Сеула, де кіберспорт надзвичайно популярний і багато гравців заробляють цим на життя. Фредрік проводить у Кореї 11 місяців, виграє турнір Blizzard Worldwide Invitational та стає найуспішнішим гравцем 2004 року за версією ESports Award. Після повернення до Швеції він знову здобуває друге місце на Electronic Sports World Cup у 2004 році, але згодом втрачає мотивацію для продовження кар'єри. Перед остаточним завершенням кар'єри він бере участь у World Cyber Games 2004, де перемогу здобуває 18-річний Мануель Шенхаузен — нова зірка європейського Warcraft III.
Голландець Шенхаузен залишається в Сеулі на кілька місяців після перемоги, а потім повертається додому, продовжуючи залишатися провідним гравцем світу. На той час обрана ним раса орків вважалася однією з найслабших у грі, але це не завадило йому успішно виступити на Electronic Sports World Cup у 2005 році. Шенхаузен отримує неофіційний титул «імператор орків», за аналогією з «імператором терранів» Лім Йо Хваном, дворазовим чемпіоном світу зі StarCraft. «Grubby» стає фаворитом наступного чемпіонату світу в Сінгапурі, і друга перемога поспіль дозволила б вважати його найкращим гравцем в історії Warcraft III. Однак Шенхаузен програє World Cyber Games 2005 «темній конячці» турніру — 20-річному китайцю Лі Сяо Фену.
Наступного року обидва гравці часто зустрічаються на міжнародних турнірах. Успіхи Шенхаузена приносять йому титул найкращого гравця року, який за два роки до цього здобув Йоханссон. Проте ще важливішою нагородою для гравців є перемога на чемпіонаті світу 2006 року в італійській Монці, де вони зустрічаються у чвертьфіналі. Друга перемога в чемпіонаті означала б включення до «Зали слави» World Cyber Games для кожного з суперників. За цим протистоянням спостерігав режисер-документаліст Джос де Путтер, який передав емоції не лише гравців, а й глядачів.
Згодом автор фільму вирішує простежити за долею обох гравців на шляху до наступного протистояння в рамках чемпіонатів світу, де кожен із них прагне перемогти суперника та змінити обличчя сучасного кіберспорту. Щоб краще зрозуміти гравців і зазирнути за лаштунки кіберспортивної сцени, Джос де Путтер зв'язується з Фредріком Йоханссоном, який живе новим життям у Швеції, проте досі вважається легендарним гравцем минулого.